# ドーン・オブ・ザ・ブラック・ハーツ
『ドーン・オブ・ザ・ブラック・ハーツ』（The Dawn of the Black Hearts）は、メイヘムの海賊盤およびライブ・アルバムである。タイトルは、ダークスローンのフェンリツがバンドに書いた歌詞のフレーズに由来する。1990年2月28日に行なわれたサルプスボルグ公演でのライブ音源8曲が収録されており、『Live in Sarpsborg, Norway 28/2, 1990』というサブタイトルが付けられている。
海賊盤でありながら、バンドの公式作品と見なされることもある。
2017年4月7日にピースヴィル・レコードから『ライヴ・イン・サルプスボルグ』（Live in Sarpsborg）というタイトルで公式に発売された。

## 背景・リリース
『ドーン・オブ・ザ・ブラック・ハーツ』は、1990年2月28日に行なわれたサルプスボルグ公演でのライブ音源を収録したライブ・アルバム。同公演を企画したメタリオンは、約300人の観客が集まり、その中にはダークスローンやイモータルのメンバーもいたと主張している。
メタリオンによると、本作は南アメリカ在住の一個人によって制作・発売されたという。その人物はコロンビアのデスメタル・ミュージシャンで、ユーロニモスと交流があったマウリシオ・モントヤであり、発売元のウォーマスター・レコードはモントヤが所有するレコードレーベルであった。メタルの歴史家であるダイヤル・パターソンは、本作を「おそらく最も密輸されたブラックメタルの作品」と称している。
1995年にLP盤（300枚限定）として発売され、1997年にピクチャー・ディスク（666枚限定）として発売された。後年にウォーハマー・レコードから発売されたCDには、1986年のリレハンメル公演でのライブ音源4曲が追加収録されている。
2017年4月7日にイギリスのレコードレーベル、ピースヴィル・レコードから『ライヴ・イン・サルプスボルグ』（Live in Sarpsborg）というタイトルで公式に発売された。同作はマスターソースから新たに起こされた音源が使用されている。

## アートワーク
本作のカバー写真には、1991年4月8日に自殺したボーカリストのデッドの遺体の写真が使用されている。デッドは、ナイフで手首と喉を切り裂いた後、散弾銃で頭を撃ち抜いて自殺。使用された写真は、デッドの遺体を最初に発見したギタリストのユーロニモスが警察に通報する前に撮影したもので、撮影後にユーロニモスによってモントヤのもとに送られた。
このカバー写真は、2008年にGigwise.comが発表した「史上最も物議を醸したアルバム・ジャケット50枚（The 50 Most Controversial Album Covers of All Time）」で第1位にランクインした。

## 収録曲

### オリジナル収録曲
| #  | タイトル                                | 作詞 | 作曲・編曲 | 時間 |
| -- | --------------------------------------- | ---- | ---------- | ---- |
| 1. | 「デスクラッシュ」(Deathcrush)          |      |            | 3:36 |
| 2. | 「ネクロラスト」(Necrolust)             |      |            | 4:19 |
| 3. | 「フューネラル・フォグ」(Funeral Fog)   |      |            | 6:38 |
| 4. | 「フリージング・ムーン」(Freezing Moon) |      |            | 6:06 |

| #         | タイトル                                                            | 作詞  | 作曲・編曲 | 時間 |
| --------- | ------------------------------------------------------------------- | ----- | ---------- | ---- |
| 1.        | 「カーネイジ」(Carnage)                                             |       |            | 4:18 |
| 2.        | 「バリード・バイ・タイム・アンド・ダスト」(Buried by Time and Dust) |       |            | 5:46 |
| 3.        | 「チェインソー・ガッツファック」(Chainsaw Gutsfuck)                 |       |            | 3:59 |
| 4.        | 「ビュア・ファッキング・アルマゲドン」(Pure Fucking Armageddon)     |       |            | 3:15 |
| 合計時間: | 合計時間:                                                           | 37:57 |            |      |

### CD収録曲
| #         | タイトル                                                                | 作詞  | 作曲・編曲 | 時間 |
| --------- | ----------------------------------------------------------------------- | ----- | ---------- | ---- |
| 1.        | 「デスクラッシュ」(Deathcrush)                                          |       |            | 3:37 |
| 2.        | 「ネクロラスト」(Necrolust)                                             |       |            | 4:20 |
| 3.        | 「フューネラル・フォグ」(Funeral Fog)                                   |       |            | 6:38 |
| 4.        | 「フリージング・ムーン」(Freezing Moon)                                 |       |            | 6:06 |
| 5.        | 「カーネイジ」(Carnage)                                                 |       |            | 4:17 |
| 6.        | 「バリード・バイ・タイム・アンド・ダスト」(Buried by Time and Dust)     |       |            | 5:47 |
| 7.        | 「チェインソー・ガッツファック」(Chainsaw Gutsfuck)                     |       |            | 3:59 |
| 8.        | 「ビュア・ファッキング・アルマゲドン」(Pure Fucking Armageddon)         |       |            | 3:15 |
| 9.        | 「ダンセ・マカブレ」(Danse Macabre)                                     |       |            | 1:10 |
| 10.       | 「ブラック・メタル」(Black Metal)                                       |       |            | 3:00 |
| 11.       | 「プロクリエイション・オブ・ザ・ウィッキド」(Procreation of the Wicked) |       |            | 2:40 |
| 12.       | 「ウェルカム・トゥ・ヘル」(Welcome to Hell)                             |       |            | 3:42 |
| 合計時間: | 合計時間:                                                               | 48:31 |            |      |

備考
- 1曲目から8曲目が1990年のサルプスボルグ公演、9曲目から12曲目までが1986年のリレハンメル公演でのライブ音源。
- 「ダンセ・マカブレ」と「プロクリエイション・オブ・ザ・ウィッキド」はセルティック・フロストのカバー曲で、「ブラック・メタル」と「ウェルカム・トゥ・ヘル」はヴェノムのカバー曲。

### 『ライヴ・イン・サルプスボルグ』収録曲
| #         | タイトル                                                            | 作詞  | 作曲・編曲 | 時間 |
| --------- | ------------------------------------------------------------------- | ----- | ---------- | ---- |
| 1.        | 「デスクラッシュ」(Deathcrush)                                      |       |            | 4:01 |
| 2.        | 「ネクロラスト」(Necrolust)                                         |       |            | 4:35 |
| 3.        | 「フューネラル・フォグ」(Funeral Fog)                               |       |            | 5:48 |
| 4.        | 「フリージング・ムーン」(Freezing Moon)                             |       |            | 6:02 |
| 5.        | 「カーネイジ」(Carnage)                                             |       |            | 4:13 |
| 6.        | 「バリード・バイ・タイム・アンド・ダスト」(Buried by Time and Dust) |       |            | 5:34 |
| 7.        | 「チェインソー・ガッツファック」(Chainsaw Gutsfuck)                 |       |            | 3:51 |
| 8.        | 「ビュア・ファッキング・アルマゲドン」(Pure Fucking Armageddon)     |       |            | 3:08 |
| 合計時間: | 合計時間:                                                           | 37:12 |            |      |

## クレジット
※出典
サルプスボルグ公演（1990年）
- ユーロニモス - ギター
- ネクロブッチャー - ベース
- ヘルハマー - ドラム
- デッド - ボーカル

リレハンメル公演（1986年）
- ユーロニモス - ギター
- ネクロブッチャー - ベース
- マンハイム - ドラム
- マニアック - ボーカル